# Villebrumier
Villebrumier (okzitanisch: Vilabrumièr) ist eine französische Gemeinde mit 1.349 Einwohnern (Stand: 1. Januar 2022) im Département Tarn-et-Garonne in der Region Okzitanien. Sie gehört zum Arrondissement Montauban und zum Kanton Tarn-Tescou-Quercy vert. Die Einwohner werden Villebrumierains genannt.

## Geographie
Villebrumier liegt etwa zwölf Kilometer südsüdöstlich von Montauban am Tarn. Umgeben wird Villebrumier von den Nachbargemeinden Saint-Nauphary im Norden, Varennes im Osten und Südosten, Villemur-sur-Tarn im Süden und Südosten, Nohic im Süden und Südwesten sowie Reyniès im Westen.

## Bevölkerungsentwicklung
| Jahr                       | 1962 | 1968 | 1975 | 1982 | 1990 | 1999 | 2006 | 2018 |
| Einwohner                  | 556  | 534  | 548  | 675  | 729  | 915  | 1185 | 1378 |
| Quellen: Cassini und INSEE |      |      |      |      |      |      |      |      |

## Sehenswürdigkeiten

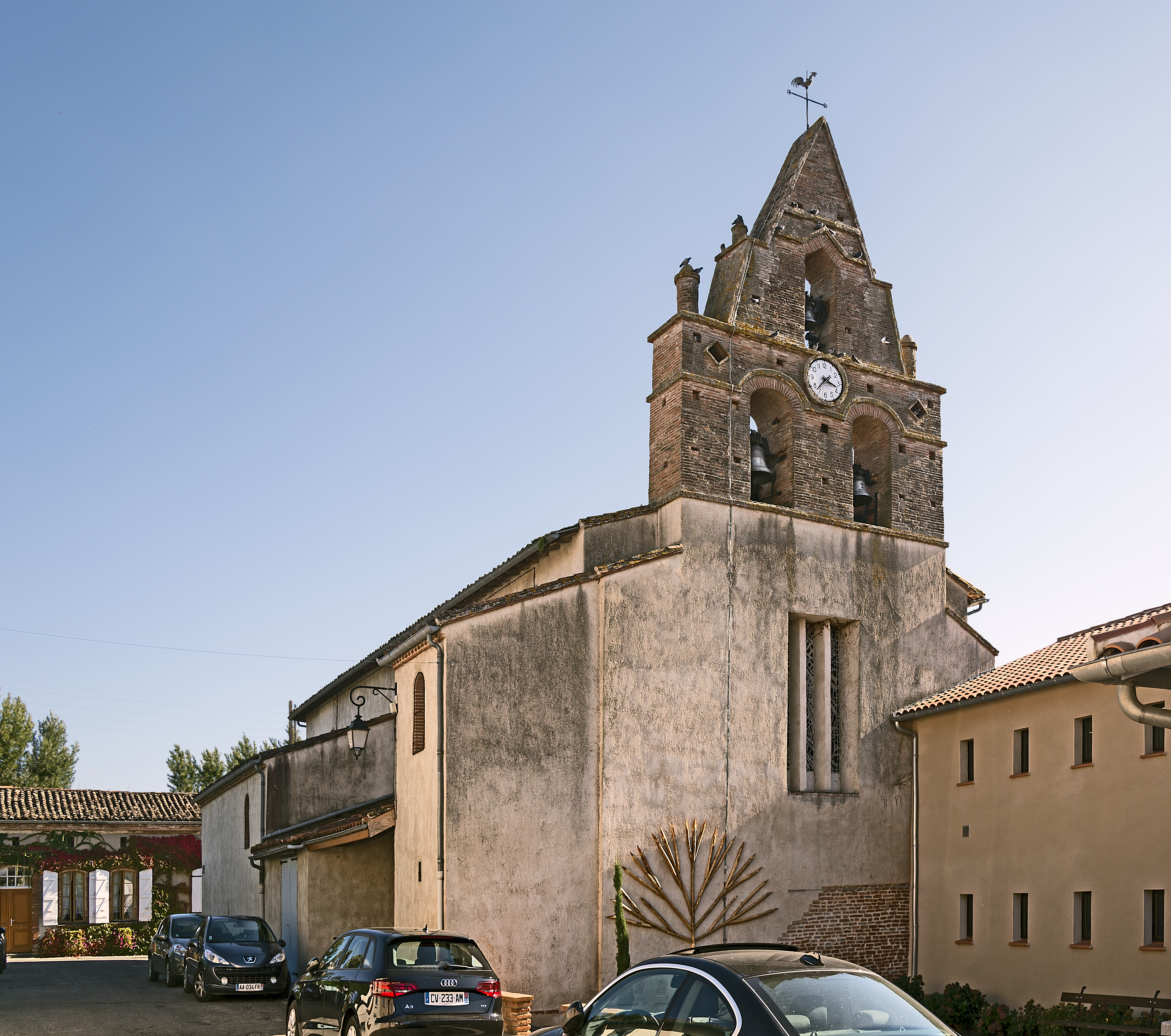
Kirche Saint-Théodard
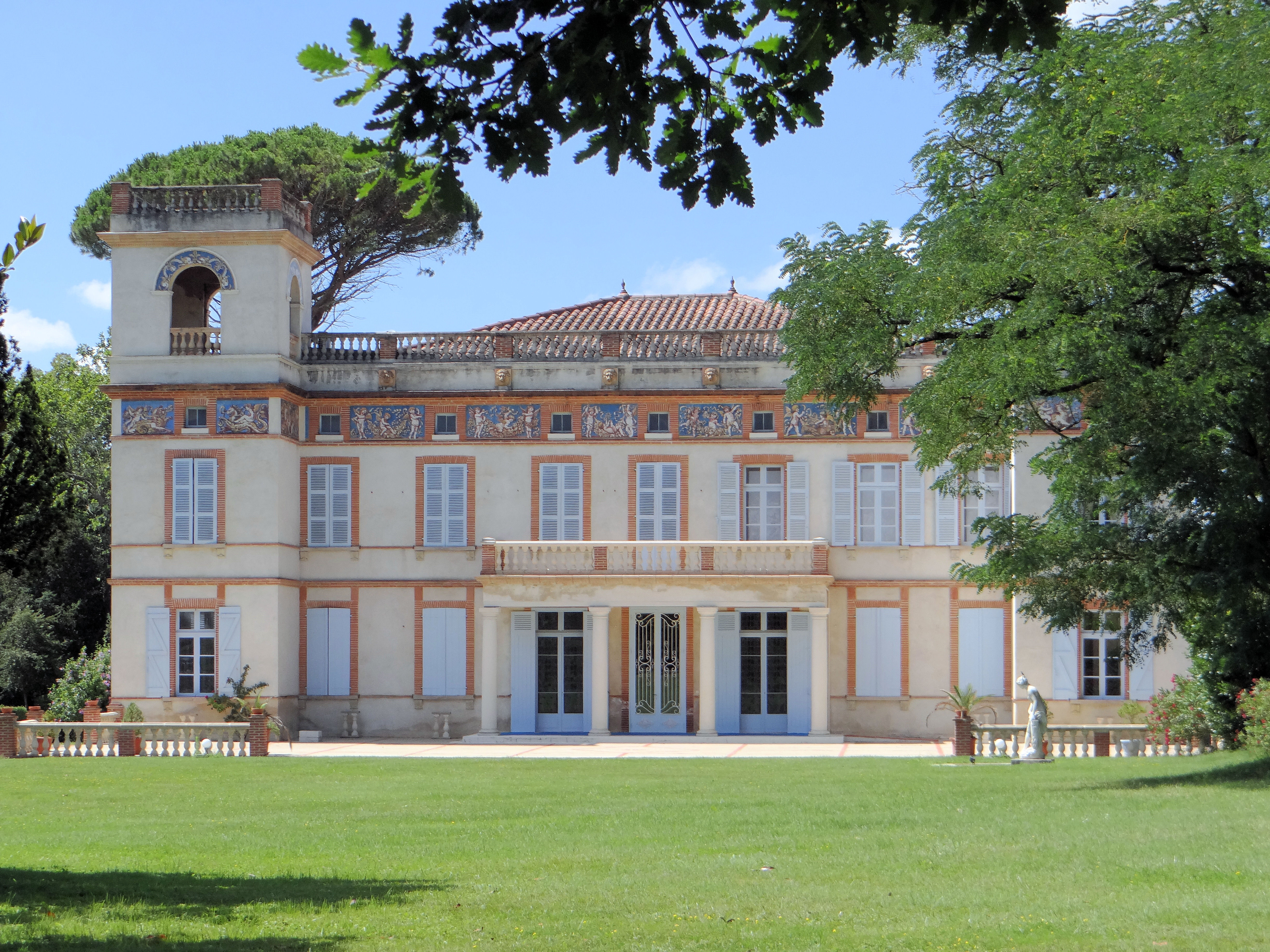
Schloss Villebrumier
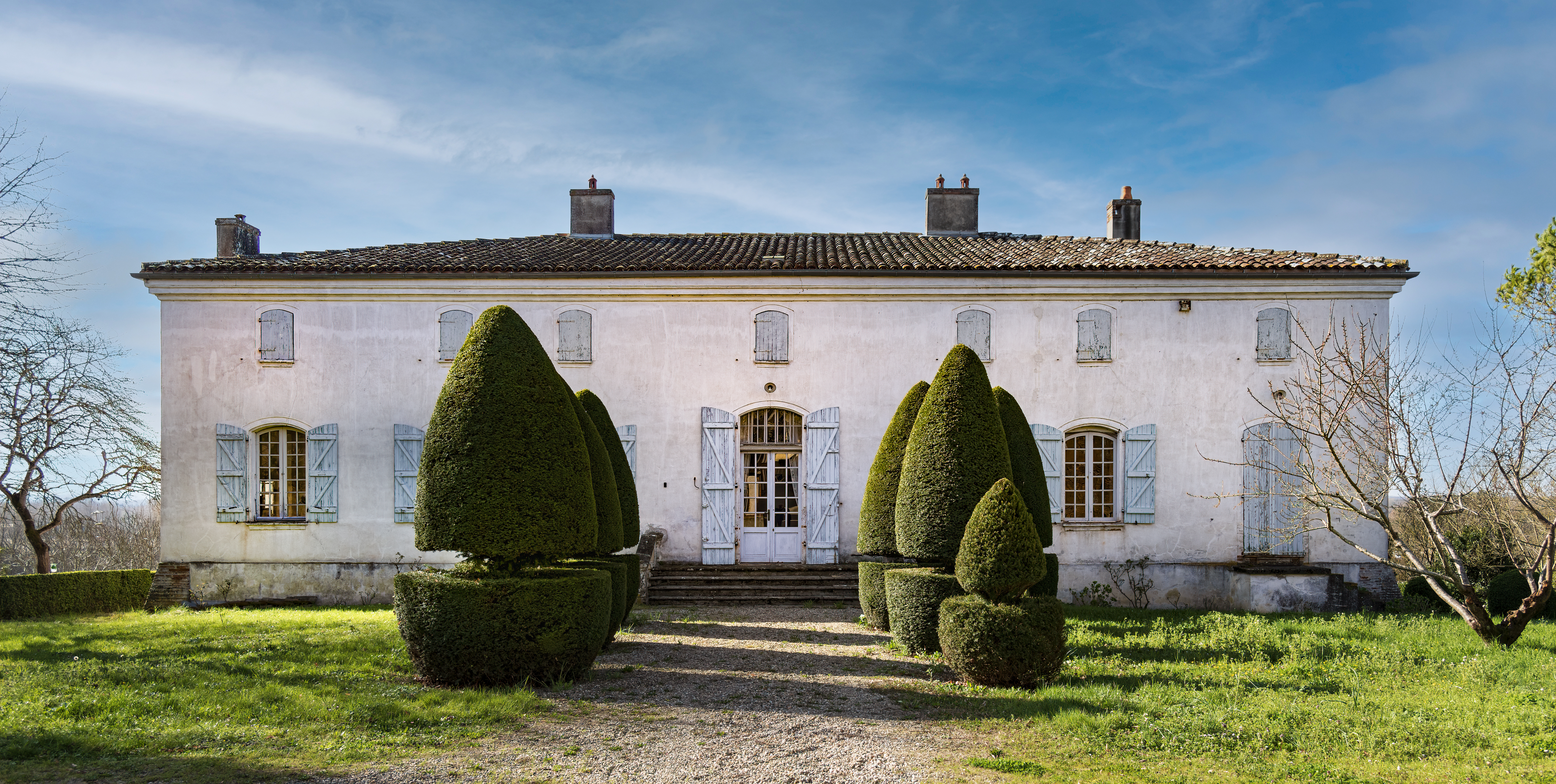
Kartause
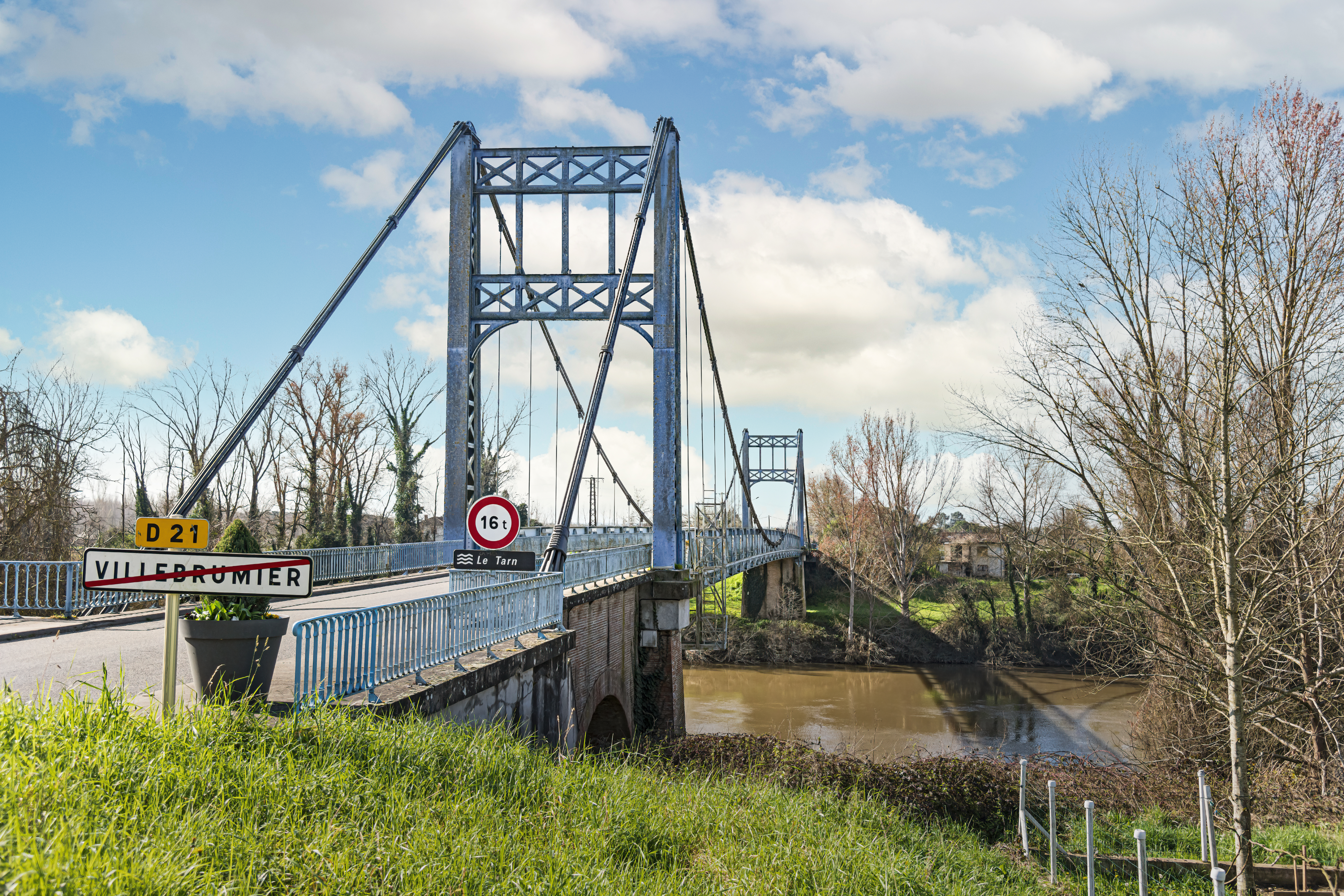
Hängebrücke

- Kirche Saint-Théodard
- Schloss Villebrumier
- Kartause
- Hängebrücke

## Persönlichkeiten
- Marie Sabouret (1924–1960), Schauspielerin